# Pierre-François Ladvocat
Pour les articles homonymes, voir Ladvocat.

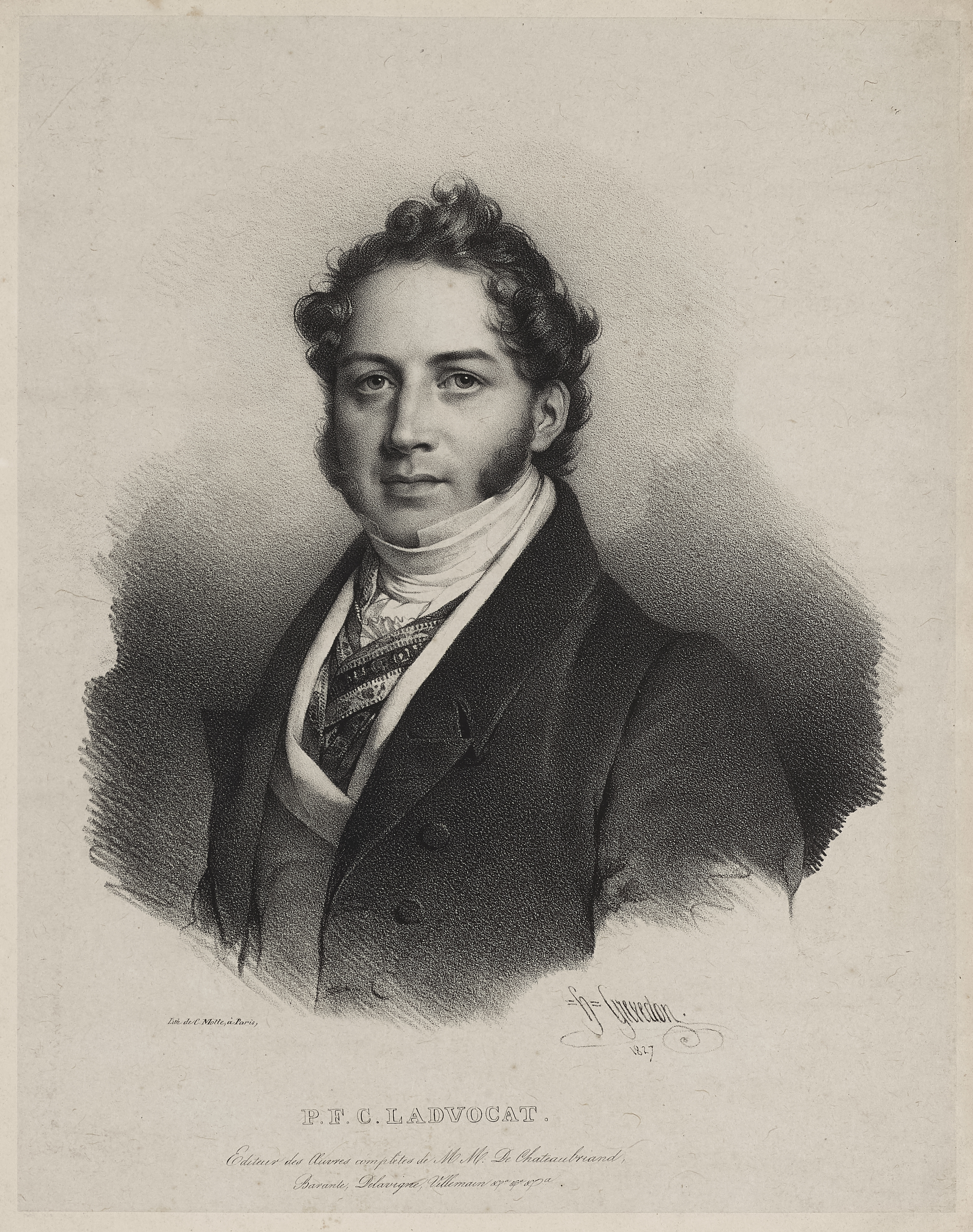
Pierre François Ladvocat (1791-1854), lithographie d'Henri Grévedon (1827) d'après un tableau d'Eugène Déveria (1824)

Pierre-François Ladvocat, dit Camille Ladvocat, né le 29 août 1791 à Caudebec-en-Caux et mort le 4 septembre 1854 à Paris, est un libraire-éditeur français.

## Biographie
Pierre-François Ladvocat est l'homme de la librairie moderne. Au temps du romantisme, son nom était dans toutes les bouches parisiennes. Ce fils d'un architecte du Havre, Camille Ladvocat, aux alentours de sa vingtième année, monte à Paris où, après s'être occupé d'édition théâtrale, il épousa en 1817 Constance Sophie Aubé, elle-même libraire et propriétaire d’un cabinet littéraire au Palais-Royal qui, de 1815 à 1830, était le centre de l'agitation littéraire et bibliographique. C’était là qu’apparaissaient à la lumière tous les livres fraichement éclos, toutes les brochures nouvelles, c'est là que les Édouard Dentu, Jean-Nicolas Barba, Alexandre Corréard, Petit, Delaunay, Chaumerot, Pelissier avaient leurs magasins. L’humble berceau du cabinet de lecture n’empêcha pas Ladvocat, qui avait repris et amélioré les méthodes, y compris la publicité, de son grand prédécesseur Charles-Joseph Panckoucke, de se développer rapidement et, bientôt, sa librairie, qui occupait un des principaux magasins de la Galerie-de-Bois du Palais-Royal, eut une vogue extraordinaire. Elle était le rendez-vous de tous les lettrés sous la Restauration. En 1821, il obtient son brevet de libraire.
Fastueux, Pierre-François Ladvocat, est le mécène de nombreux jeunes écrivains qu'il introduit à la carrière littéraire, il est l'un des grands éditeurs des romantiques. C’est à lui qu’on doit l’édition des Messéniennes de Casimir Delavigne, des Odes et Ballades de Victor Hugo, des œuvres d’Alfred de Vigny, d'Ourika de Claire de Duras, des Mémoires de Laure Junot d’Abrantès, d'Alphonse de Lamartine, de Charles Augustin Sainte-Beuve, de François-René de Chateaubriand, de Charles Hubert Millevoye, le livre des Cent et un. C’est chez lui que parurent les excellentes traductions de George Gordon Byron par Amédée Pichot, de William Shakespeare par François Guizot, de Friedrich von Schiller, par Prosper de Barante, vingt-cinq volumes de chefs-d'œuvre empruntés aux théâtres étrangers et vingt autres ouvrages de premier ordre, une multitude de mémoires et deux dictionnaires, tous les succès d’édition de son époque.
Pierre-François Ladvocat a devancé son époque. Doué d’une intelligence audacieuse, d’une infatigable activité de corps et d’esprit, animé d’un vif amour pour sa profession d’éditeur, Ladvocat a su donner au commerce des livres, à la littérature elle-même, une impulsion, un essor, une vie, qui sans doute se seraient produits sans lui, mais beaucoup plus tard. Le plus hardi et le plus audacieux de tous les publicateurs de livres de son époque, non moins intelligent que téméraire, il jetait dans l’éventualité des plus grands risques commerciaux les bases de renommées qui ne firent que grandir après lui. Tandis que les anciens éditeurs sommeillaient, Ladvocat, toujours à la piste de tout ouvrage nouveau, courait le monde littéraire à la recherche d’auteurs. Toujours sur la brèche, il ébauchait bravement, laborieusement, quelque réputation nouvelle, prêt sans cesse à servir les lettres et à secourir, à aider ceux qui s’y consacraient, se montrant, dans ce but, constamment actif, intelligent et souvent généreux.
La littérature doit également la création neuve et originale de l'affiche, que les imitateurs s'empressèrent bientôt de reprendre, à cet expert dans l’art des relations publiques. Lui-même fut mis en représentation au théâtre des Variétés en août 1824 dans la comédie-vaudeville L'imprimeur sans caractère, ou le classique et le romantique de Francis d'Allarde, Gabriel de Lurieu et Armand d'Artois. Jules Janin a rapporté qu’il alla se voir, puis fit envoyer ses habits à l’acteur qui l’incarnait le lendemain pour lui permettre de « s’habiller historiquement » puisqu’il jouait un « personnage historique ».
Ladvocat n'était pas un lettré dans la stricte acception du mot, car il n'était pas instruit, mais il avait à la fois l’intelligence, le sens intime des hommes et des choses, maniant les premiers avec la délicatesse, l’aplomb et quelquefois le dédain qui font réussir et mettant en œuvre les secondes avec l’aisance, le luxe et le laisser-aller d’un gentilhomme. Aimant la vie parisienne menée à grandes guides, il n’a jamais manqué de traiter splendidement tous les gens de lettres qu’il a rencontrés sur son chemin. Malheureusement, cet éditeur, qui n’était pas avare d’une fortune qu’il ne possédait pas, devait entreprendre et mener à bonne fin ses plus belles opérations, ses plus heureuses peut-être, avec le crédit que lui donnaient le nom de l’écrivain qu’il éditait et la confiance qu’inspiraient à tous son savoir-faire et sa capacité. Le luxe qu’il affectionnait, la dépense qu’il a faite, étaient pour lui autant de routes ouvertes à son ambition. Sans ce luxe pour lequel il semblait être né, sans cette vie splendide de la capitale qui paraissait être son élément, il eût vainement tenté d’accomplir le bien qu’il se proposait. Cet homme, qui fut en rapport, au moins d’affaires, avec les plus grands noms de son temps, qui connut et approcha tous les hommes politiques, les hommes d’art et les hommes de littérature, réussit à échapper à la faillite en juin 1829 en vendant son fonds, les fleurons de son catalogue, les cuivres du Théâtre étranger, de Delavigne, les droits du tirage de Mignet, de Barante, du chansonnier Marc-Antoine-Madeleine Désaugiers, à sa femme et au libraire Malo, mais il ne put l’éviter le 27 janvier 1832, puis en février 1834.
Faute de prévoyance, Ladvocat eut l'imprudence de quitter le Palais-Royal, où la fortune l'avait trouvé et ne songeait pas à l'abandonner pour aller s’installer au quai Voltaire. Ayant passé les ponts, cet éditeur qui a été, de son vivant, méconnu ou mal apprécié, perdit sa clientèle et, à nouveau en faillite en août 1840, dut quitter la librairie pour se tourner vers le négoce des modes puis des objets d’art. Fournisseur de la cour de Madrid, il participa à l’Exposition universelle de Londres en 1851 et parvient à vendre un magnifique divan-jardinière, représenté par l'Illustration du 7 août 1852, à la reine d’Espagne et au président de la république française.
Alors qu'il avait manié utilement des millions pour tout le monde, Ladvocat alla mourir misérablement dans la solitude et l'abandon à l’hôpital Saint-Louis. Sa famille ayant renoncé à sa succession, sa dépouille fut jetée à la fosse commune. Le caractère épique de la destinée de Ladvocat n'a pas échappé à Honoré de Balzac qui, en en faisant, sous les traits de Dauriat, un personnage de sa Comédie humaine, l'a dépeint dans Illusions perdues. Il a laissé un ouvrage manuscrit intitulé Mémoires d’un libraire au XIXe siècle.